# Bryocorellisca
Bryocorellisca is een geslacht van wantsen uit de familie van de Miridae (Blindwantsen). Het geslacht werd voor het eerst wetenschappelijk beschreven door Carvalho in 1981.

## Soorten
Het genus bevat de volgende soorten:

- Bryocorellisca novaguineae Carvalho, 1981
- Bryocorellisca pallidoemboliata Carvalho, 1981
- Bryocorellisca pilosa Carvalho, 1981